# Joseph Kamga
Joseph Kamga (17 agosto 1953) è un ex calciatore camerunese, di ruolo centrocampista.

## Carriera
Con la Nazionale camerunese ha preso parte ai Mondiale del 1982 in Spagna.